# Municipio de Green Meadow
El municipio de Green Meadow (en inglés: Green Meadow Township) es un municipio ubicado en el condado de Norman en el estado estadounidense de Minnesota. En el año 2010 tenía una población de 108 habitantes y una densidad poblacional de 1,14 personas por km².

## Geografía
El municipio de Green Meadow se encuentra ubicado en las coordenadas 47°22′34″N 96°23′51″O / 47.37611, -96.39750. Según la Oficina del Censo de los Estados Unidos, el municipio tiene una superficie total de 94.77 km², de la cual 94,51 km² corresponden a tierra firme y (0,27 %) 0,26 km² es agua.

## Demografía
Según el censo de 2010, había 108 personas residiendo en el municipio de Green Meadow. La densidad de población era de 1,14 hab./km². De los 108 habitantes, el municipio de Green Meadow estaba compuesto por el 86,11 % blancos, el 0,93 % eran afroamericanos, el 0,93 % eran amerindios, el 2,78 % eran asiáticos y el 9,26 % eran de una mezcla de razas. Del total de la población el 2,78 % eran hispanos o latinos de cualquier raza.